# Dohányzásmentes világnap
A WHO kezdeményezésére 1987 óta május 31. a nemdohányzók világnapja. A dohányzásmentes életmódot népszerűsítő programokkal szokták az eseményt ünnepelni. Valamint a leszokáshoz való segítségkérés és az dohányzás következtében bekövetkező egészség kockázatok ismertetését is meg szokás ejteni ezen a napon.
Május 31. a Dohányzásmentes Világnap
Az Egészségügyi Világszervezet tagállamai 1987-ben hívták életre a Dohányzásmentes Világnapot, annak érdekében, hogy világszerte felhívják a figyelmet a dohányzás járványszerű terjedésére és a dohányzás okozta megelőzhető halálozásra és megbetegedésekre. 1987-ben az Egészségügyi Világszervezet Közgyűlése elfogadta a WHA40.38 határozatot, amelyben április 7-ét nevezte meg „dohányzásmentes világnapként”. 1988-ban a WHA42.19 határozattal fogadták el a Dohányzásmentes Világnap minden év május 31-én történő ünneplését.
| "Képes egészségvédő feliratok" Tobacco health warnings |

| "Dohánymentes sportolás - Tiszta játékot!" Tobacco free sports |